# Museo Nacional de Historia Japonesa
El Museo Nacional de Historia Japonesa (国立歴史民俗博物館 Kokuritsu Rekishi Minzoku Hakubutsukan?), conocido comúnmente en japonés como «Rekihaku», es un museo de Japón con sede en Sakura (Chiba). Fundado en 1981, abriría sus puertas en 1983. Las colecciones de museo se centran en la historia, la arqueología y la cultura popular de Japón. Constituye una de las instituciones japonesas más importantes con especialización en Folclore japonés.